# Catedral de San Felipe Apóstol (San Felipe)
La iglesia catedral de San Felipe Apóstol es un templo de la iglesia católica, que sirve como sede episcopal de la diócesis de San Felipe de Aconcagua. Está ubicado en la ciudad de San Felipe (Región de Valparaíso, Chile), frente a la plaza de Armas.

## Reseña histórica

### Antecedentes
Creada oficialmente en 1740, con la fundación de la ciudad, como iglesia Mayor de Aconcagua, su primer párroco fue José de Rojas y Ovalle, existiendo antecedentes que se remontan a 1729 con el funcionamiento de la doctrina de Aconcagua y Putaendo.
Las primeras obras de construcción se iniciaron hacia mediados de 1742, bajo la dirección del presbítero Matías Beas y Durán, no pasando de los muros principales y la fundición de las campanas, funcionando por entonces una capilla, terminada aquel mismo año, en donde “está colocado Nuestro Amo y Señor Sacramentado, con universal aplauso y complacencia del vecindario, porque ha llegado a conseguir su mejor cristiano consuelo”.
Entre 1748 y 1751 se finalizó el templo de la por entonces iglesia Matriz de San Felipe, edificio que se mantuvo en pie hasta mediados del siglo XIX, cuando debió ser demolida en gran parte a raíz de los perjuicios que los numerosos sismos obrasen sobre el templo original.
Contaba este edificio con tres naves y cuatro capillas, y su frontis se encontraba adornado de dos torres. De aquella época datan un importante número de lienzos, ornamentos litúrgicos e imágenes religiosas policromadas de bulto y de candelero.

### Edificio actual

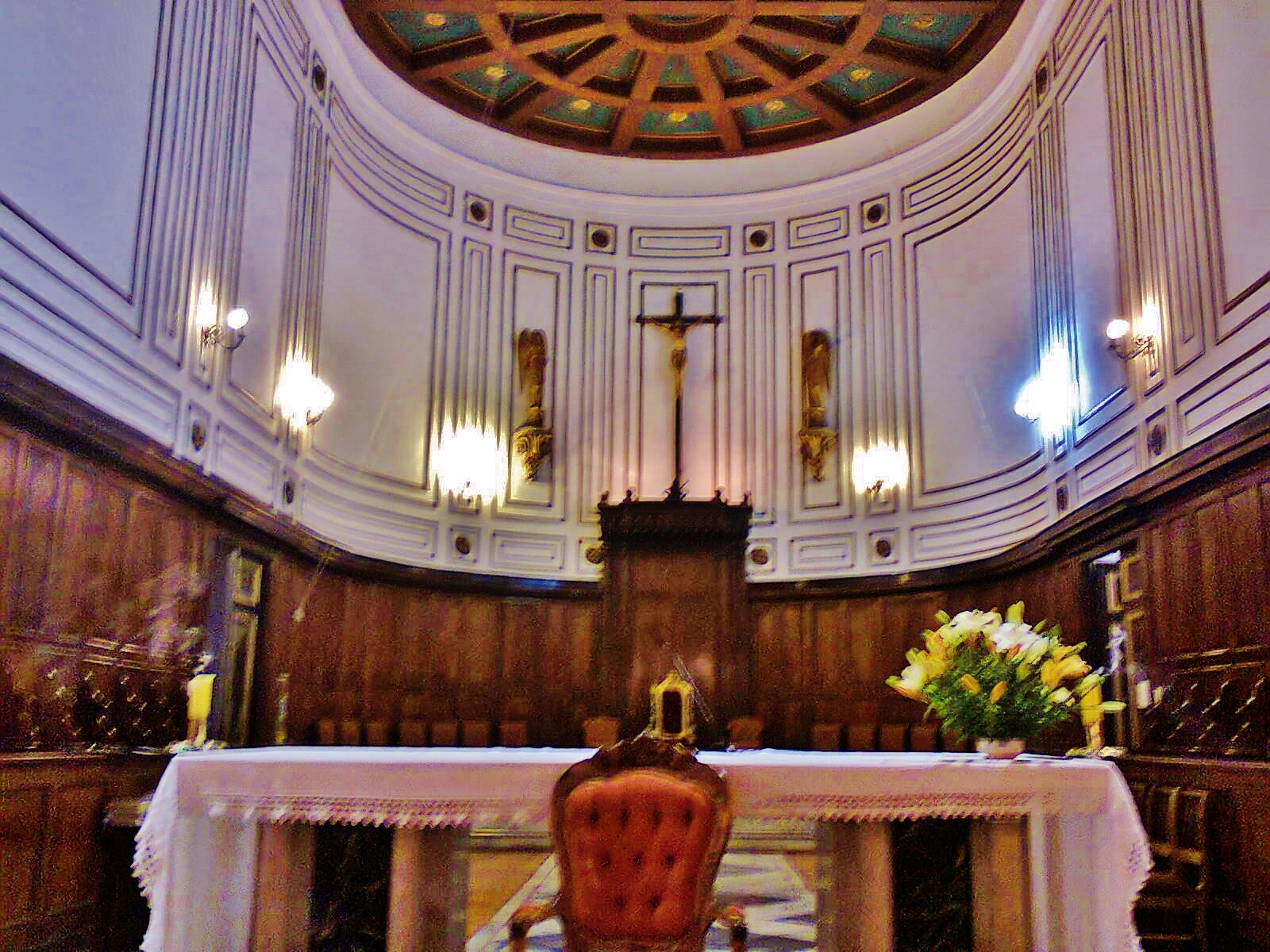
Altar Mayor y presbiterio, con la cátedra episcopal al fondo

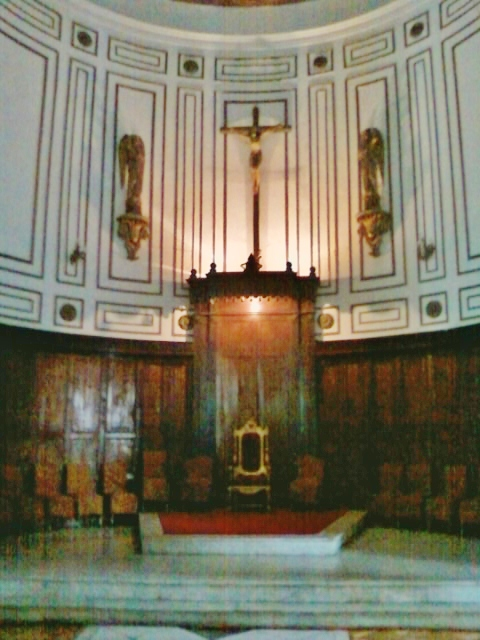
Cátedra episcopal de la catedral de San Felipe

En 1845, el presbítero José de los Dolores Villarroel decide emprender la reconstrucción de la iglesia parroquial de San Felipe, llevando a cabo esta labor apoyado exclusivamente por la feligresía sanfelipeña. La estructura se proyecta con la técnica de ladrillo con mortero de barro, encontrándose en uso hasta la actualidad. La titánica labor del presbítero Villarroel a la cabeza de la iglesia sanfelipeña le valió el reconocimiento de la dignidad canonical en el Ilustre Cabildo catedralicio de Santiago.
Sus muros fueron testigos de parte importante de la historia decimonónica de la República, pues desde su torre se apostaron tiradores durante la revolución de 1858, desde su púlpito de alentó la causa contra la Confederación Perú-boliviana que llevó a la formación de mítico batallón Aconcagua, y a la sombra de sus muros el recordado presbítero  José Agustín Gómez alentó a los patriotas que fueron a combatir en la Guerra del Pacífico.
En 1925, el papa Pío XI, mediante la bula Apostolicis muneris ratio, junto con erigir la diócesis de San Felipe, eleva la por entonces iglesia parroquial de San Felipe a la dignidad de templo catedral. El 9 de mayo de 1926 acogería solemnemente al primer obispo de San Felipe, monseñor Melquisedec del Canto y Terán.
Entre 1924 y 1972 fue párroco monseñor Guillermo Echeverría, quien con gran celo pastoral llevó a cabo la restauración del edificio existente, a fin de otorgarle la dignidad estética que merecía el templo más importante de la Diócesis. La actual fachada y campanario, y las reformas interiores, son obras del connotado arquitecto Exequiel Fontecilla Larraín y del ingeniero José Mascayano.
Las últimas reformas emprendidas en la Catedral, fueron efectuadas a fines de la década de 1970 por el presbítero Félix Arévalo, quien restauró fachada e interiores y reformó el presbiterio dándole el aspecto que actualmente posee. El 5 de julio de 2015 fue instalado un carillón electrónico importado desde Italia que reemplazó las campanas de bronce que habían dejado de sonar desde antes del terremoto del año 2010.

## Interior de la Catedral

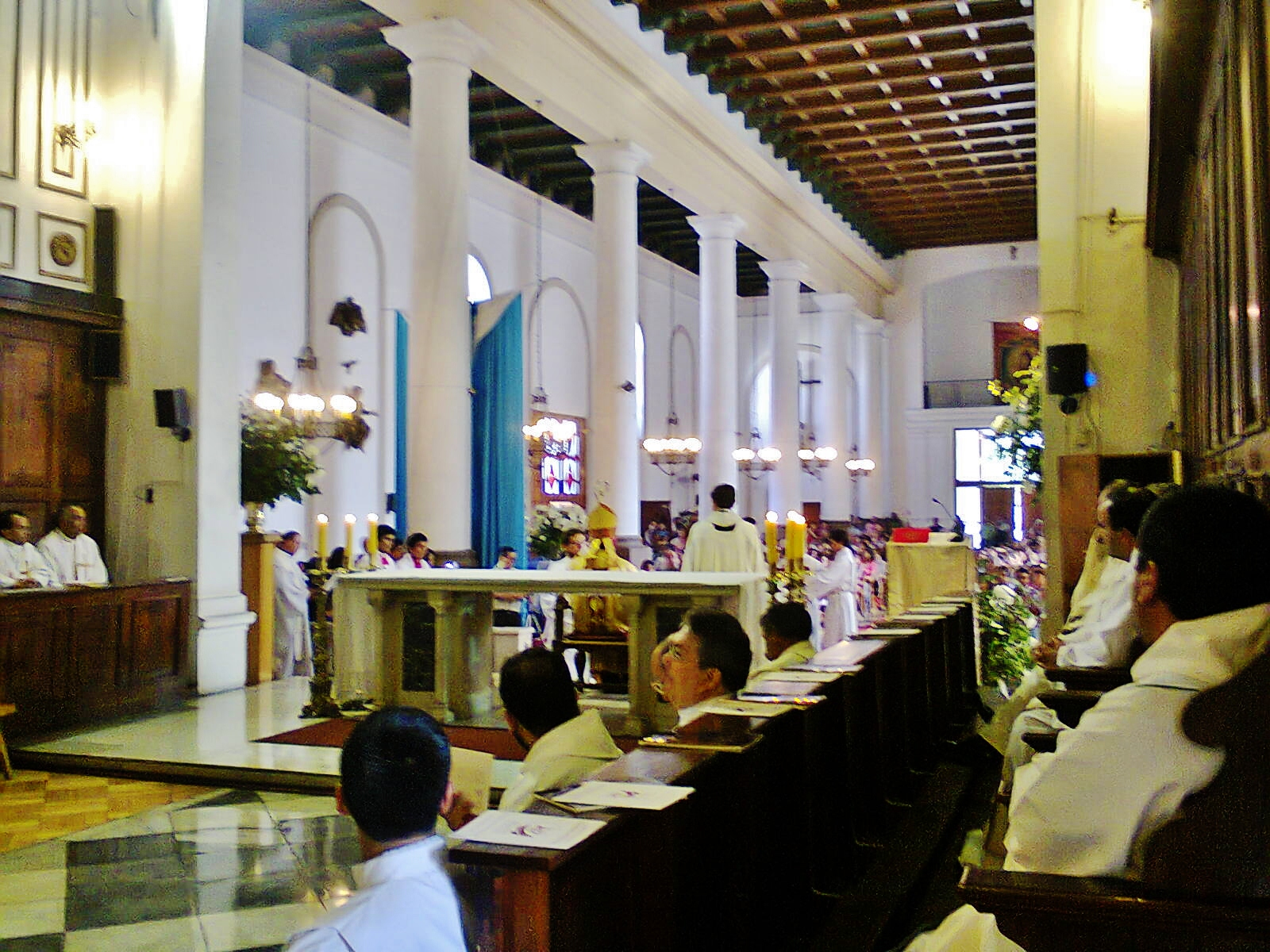
Misa solemne en la catedral presidida por el obispo de la diócesis.

A la entrada de la Catedral se observan unas grandes puertas talladas en madera, en cuya parte superior hay tímpanos con escenas en relieve: en la puerta oriental "La fundación de San Felipe", con un extracto del acta de fundación de la misma a sus pies, y en la puerta poniente la "Toma de posesión de Mons. del Canto", con su lema episcopal en la base. Sobre la puerta principal se encuentra un dintel de madera de espino tallada que data de la primitiva iglesia. Ingresando por la puerta central, hay un pequeño atrio donde se conserva un busto del Cristo de Limpias, y al lado derecho, en una hornacina, la imagen de Santa Teresa de Los Andes (réplica de la que está en la Cripta del Santuario).
El interior del Templo posee tres naves, separadas por columnas. El cielo es de artesonado en madera, sostenido por sendas columnas de madera con base de granito rojo. Las naves laterales poseen imaginería religiosa colonial: San Felipe Apóstol, San José, San Antonio de Padua, Nuestra Señora del Carmen, la Inmaculada Concepción y la Sagrada Familia de Nazaret. Cerca del altar, se observan algunos vitrales que ilustran a Nuestra Señora del Carmen y otras escenas bíblicas y de vidas de santos. 
Al presbiterio se accede por gradas de mármol blanco, atravesando el comulgatorio, también del mismo material. Al centro del presbiterio está el Altar Mayor, custodiado por candeleros de bronce. Detrás del altar, se encuentra la sillería de coro en madera, en la cual se ubica el clero para los oficios solemnes y al fondo del presbiterio, bajo un baldaquino de madera con insignias episcopales, se encuentra la cátedra (trono del Obispo), sobre la cual se observa un gran crucifijo colonial, escoltado por dos ángeles a sus costados.
Al lado izquierdo del presbiterio está la Capilla del Santísimo Sacramento, de líneas sencillas, en la que se observa, en una pared lateral, un óleo colonial que ilustra la Circuncisión de Nuestro Señor. Al lado derecho se encuentra la sacristía, donde se guardan los ornamentos y vasos sagrados, algunos de bastante antigüedad y valor histórico.
Bajo la sacristía se encuentra la Cripta de los Obispos, donde descansan los restos de los Obispos Mons. Melquisedec del Canto y Terán y Mons. José Luis Castro Cabrera, así como los del Párroco Mons. Guillermo Echeverría.

## Doctrineros y párrocos
- 1585-1611: Pantaleón Correa
- 1611-1617: Sebastián Hernández Quinteros
- 1617-1643:  Juan Sáez de Alvarado
- 1643-1656: Pedro Moyano Cornejo
- 1656-1695: Francisco Escobar Herrera
- 1695-1711: José Pedro Huerta y Escobar
- 1706:  Francisco Escobar Villareal
- 1711-1717: Francisco Parón Dávila
- 1718-1728: Gabriel Soto y Córdoba
- 1729-1742: José Rojas y Ovalle
- 1742-1763: Matías Beas Durán
- 1763-1764: Fray Cayetano Torres OFP.
- 1764-1766: Mariano José Palacios
- 1766-1779: Fray Pedro Trincado OFP.
- 1779-1819: José Antonio Moreno Merino
- 1819-1824: José Espinoza Olivares
- 1824-1831: Marcelino Ruiz
- 1831-1844: José Manuel Fernández Gana
- 1844-1849: José de los Dolores Villarroel
- 1849-1850: Juan Ulloa Berríos
- 1850-1867: José Vicente Rodríguez Bouret
- 1867-1891: José Agustín Gómez Díaz
- 1891-1901: José Domingo Cabrera
- 1901-1902: Augusto Lacombe
- 1902-1906:  Tomás Véliz
- 1906-1907: Mons. Ricardo Echeverría
- 1907-1908: Tomás Véliz
- 1908-1915: Tomás Correa
- 1915-1918: Mateo Forttes
- 1918-1924: Ernesto Maruri
- 1924-1972: Mons. Guillermo Echeverría
- 1972-1992: Félix Arévalo
- 1992-1997: Luis Salas Riveros
- 1997-1998: Juan Carlos Núñez
- 1998-2004: Mario Lazo
- 2004-2007: Raúl Inostroza Caro
- 2007-2013: Hernán Acuña Garrido
- 2013-2019: Ricardo Cortés Piffaut
- 2020- : Gustavo Adolfo Morales.